# 東京都立立川学園
東京都立立川学園（とうきょうとりつ たちかわがくえん）は、東京都立川市栄町に所在する特別支援学校。聴覚障害教育部門と知的障害教育部門を設置している。2022年（令和4年）に開校した。

## 概要
東京都立立川学園は、2022年4月に開校した東京都立の特別支援学校である。1951年に開校した東京都立立川ろう学校に知的障害教育部門を併置し、新たに立川学園として設置された。
聴覚障害教育部門には、幼稚部、小学部、中学部、高等部、高等部専攻科が設置されており、通学区域は東京都全域である。高等部にはブレザータイプの標準服が指定されている。
知的障害教育部門には、小学部および中学部が設置され、通学区域は立川市全域、国分寺市および国立市の一部となっている。卒業後は主に東京都立武蔵台学園へ進学する。

## 部活動
聴覚障害教育部門高等部の生徒を対象としている。
- 卓球部、野球部、女子バレーボール部、陸上競技部、製菓研究部

## 通学区域
聴覚障害教育部門
- 都内全域

知的障害教育部門
- 立川市全域
- 国分寺市（西町、高木町、光町、北町、並木町、新町、富士本、戸倉、東戸倉）
- 国立市（東以外の地域）[2]

## 児童・生徒・教職員数
聴覚障害教育部門
- 幼稚部（6学級）：16名
- 小学部（15学級）：64名
- 中学部（9学級）：33名
- 高等部普通科（6学級）：22名
- 専攻科（2学級）：10名
- 合計：145名

知的障害教育部門
- 小学部（25学級）：106名
- 中学部（15学級）：59名
- 合計：165名

全校児童生徒数：310名、教職員数：175名

## 歴代校長
- 長沼 健一（2022年4月～2023年3月）
- 市川 裕二（2023年4月～）[4]

## 所在地
- 〒190-0003 東京都立川市栄町一丁目15番地の7

## アクセス
- バス停「下弁天」または「立川学園」より徒歩3分